# フォーリーブス・ライブ・ミュージカル 生きていくのは僕たちだ!
『フォーリーブス・ライブ・ミュージカル 生きていくのは僕たちだ!』（ - いきていくのはぼくたちだ）は、1972年2月21日に発売された、フォーリーブス 初のライブアルバムである。「ライブ」という言葉を日本で初めてタイトルに使用したアルバムと見られる。

## 概要
1972年1月、帝国劇場で上演されたフォーリーブス主演ミュージカル「生きていくのは僕たちだ!」（芸術祭参加）

## 収録曲

### A面
1. オーバチュア
作曲・編曲：宇野誠一郎/作品コード:013-8397-3
2. 生きていくのは僕たちだ
作詞：竹邑類/作曲・編曲：服部克久/作品コード:007-3132-3
3. WE WANT
作詞：新野隆司/作曲・編曲：宇野誠一郎
4. グリーン・ラブ・フレンド
作詞：山口洋子/作曲・編曲：都倉俊一
5. 四つ葉の子守唄
作詞：山口洋子/作曲・編曲：宇野誠一郎
6. 飛べ風に乗って
作詞：山口洋子/作曲・編曲：服部克久
7. ビバ！ハッピネス！
作詞：竹邑類/作曲・編曲：都倉俊一

### B面
1. むらさきの花 
作詞：大森晶子/作曲・編曲：宇野誠一郎
2. 君がいるから
作詞：竹邑類/作曲・編曲：都倉俊一）
3. 言えないんだ
作詞：北公次/作曲・編曲：服部克久/作品コード:007-3131-5
4. 生きて欲しい
作曲：山口洋子/作曲・編曲：宇野誠一郎/作品コード:007-3133-1
5. 死につづく道
作曲：北公次/作曲・編曲：宇野誠一郎
6. ぼくは君の中に生きて
作詞：竹邑類/作曲・編曲：服部克久
7. アンコール
作曲・編曲：服部克久

### CD
1. オーバチュア
2. 生きていくのは僕たちだ
3. WE WANT
4. グリーン・ラブ・フレンド
5. 四つ葉の子守唄
6. 飛べ風に乗って
7. ビバ！ハッピネス！
8. むらさきの花
9. 君がいるから
10. 言えないんだ
11. 生きて欲しい
12. 死につづく道
13. ぼくは君の中に生きて
14. アンコール